# 西灣河文娛中心

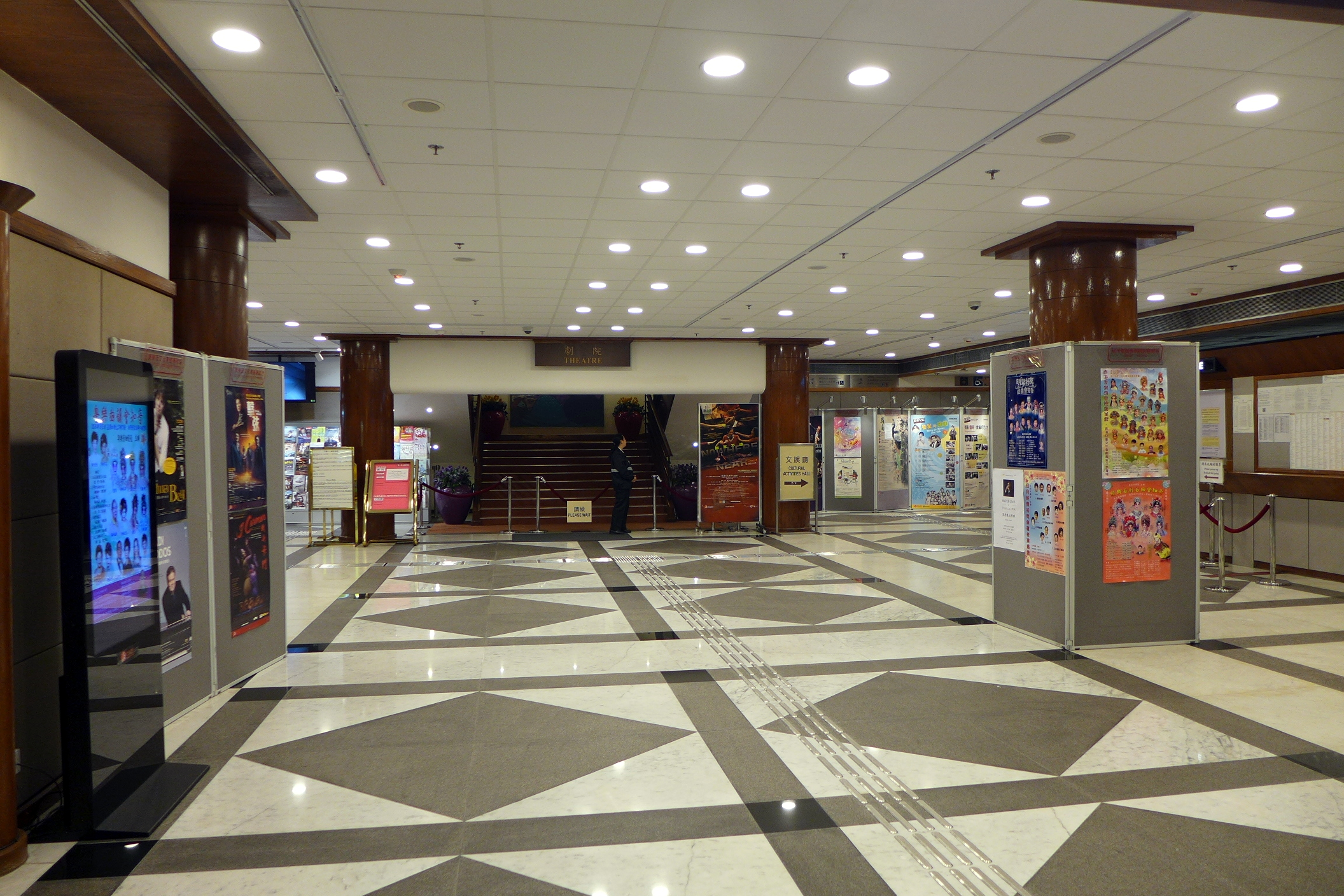
西灣河文娛中心大堂

西灣河文娛中心（英語：Sai Wan Ho Civic Centre）是香港的一座文娛中心，位於香港島西灣河欣景花園第3座之下，毗鄰西灣河市政大廈。
西灣河文娛中心於1990年12月4日啟用，共3層，設施包括文娛廳、音樂練習室、劇院、美術室及城市電腦售票網。
文娛中心在翻新後，預定在2025年6月21日重開。